# Altival
 (octobre 2024).
La mise en forme du texte ne suit pas les recommandations de Wikipédia : il faut le « wikifier ».
Les points d'amélioration suivants sont les cas les plus fréquents. Le détail des points à revoir est peut-être précisé sur la page de discussion.
- Les titres sont pré-formatés par le logiciel. Ils ne sont ni en capitales, ni en gras.
- Le texte ne doit pas être écrit en capitales (les noms de famille non plus), ni en gras, ni en italique, ni en « petit »…
- Le gras n'est utilisé que pour surligner le titre de l'article dans l'introduction, une seule fois.
- L'italique est rarement utilisé : mots en langue étrangère, titres d'œuvres, noms de bateaux, etc.
- Les citations ne sont pas en italique mais en corps de texte normal. Elles sont entourées par des guillemets français : « et ».
- Les listes à puces sont à éviter, des paragraphes rédigés étant largement préférés. Les tableaux sont à réserver à la présentation de données structurées (résultats, etc.).
- Les appels de note de bas de page (petits chiffres en exposant, introduits par l'outil «  Source ») sont à placer entre la fin de phrase et le point final[comme ça].
- Les liens internes (vers d'autres articles de Wikipédia) sont à choisir avec parcimonie. Créez des liens vers des articles approfondissant le sujet. Les termes génériques sans rapport avec le sujet sont à éviter, ainsi que les répétitions de liens vers un même terme.
- Les liens externes sont à placer uniquement dans une section « Liens externes », à la fin de l'article. Ces liens sont à choisir avec parcimonie suivant les règles définies. Si un lien sert de source à l'article, son insertion dans le texte est à faire par les notes de bas de page.
- La présentation des références doit suivre les conventions bibliographiques. Il est recommandé d'utiliser les modèles {{Ouvrage}}, {{Chapitre}}, {{Article}}, {{Lien web}} et/ou {{Bibliographie}}. Le mode d'édition visuel peut mettre en forme automatiquement les références.
- Insérer une infobox (cadre d'informations à droite) n'est pas obligatoire pour parachever la mise en page.

Pour une aide détaillée, merci de consulter Aide:Wikification.
Si vous pensez que ces points ont été résolus, vous pouvez retirer ce bandeau et améliorer la mise en forme d'un autre article.
Altival a été un projet de bus à haut niveau de service (BHNS) en région parisienne lors des études préliminaires. Ce projet de ligne de bus a été abandonné et a été remplacé par un projet de voies de bus qui comprend la réalisation de voies dédiées, de stations et d’un système de priorité aux feux. Le projet est de rabattre les lignes de bus des quartiers proches pour qu'ils empruntent ces voies en site propre.
En fait, à ce jour (2024), il n'y a aucune ligne de bus ni existante, ni à l'étude pour emprunter les futures voies, entre la Voie Delaunay et la RD4 à Champigny. Il n'existe pas non plus d'études pour dévier les lignes existantes pour les rabattre vers les voies Altival.
Ces voies de bus sont accompagnées d'un boulevard urbain, de deux voies (voire trois aux intersections) pour prolonger la RD10 depuis le magasin E.Leclerc à l'avenue du 8-Mai-1945 à Champigny.
Ces voies de bus ont pour objectif de faciliter les liaisons entre le nord et le sud de la Communauté d'agglomération du Haut Val-de-Marne, tout en désenclavant une partie du territoire. Le coût de ce projet est estimé à plus de 220 millions d’euros pour les 5km du tracé décrits dans la déclaration d'utilité publique. 
La maîtrise d’ouvrage du projet est confiée par le Syndicat des transports d'Île-de-France (STIF) au département du Val-de-Marne.
Une concertation préalable a été organisée du 9 mai au 19 juin 2016 afin de présenter le projet au public.
L'enquête publique s'est déroulée du 30 septembre 2019 au 4 novembre 2019.
Le projet a été déclaré d'utilité publique (DUP) le 10 mars 2020.
Lors d'un vote en séance du 31 mai 2021, le Conseil Départemental du Val de Marne a décidé de renoncer au boulevard urbain, "un barreau routier" entre la rue de Bernau et la RD4 sous la pression des habitants qui s'étaient exprimés défavorablement dans l'enquête publique et à la suite d'un recours déposé par l'Association Collectif Dejaena94, contre la DUP.
Extrait de la délibération du CD94 du 31 mai 2021
"Face à l’importance de la question environnementale qui réinterroge le développement urbain de nos territoires, face au recours sur la DUP et à la réticence claire de l’Autorité environnementale sur le projet, les études ont été poursuivies en limitant les impacts, en conservant les bénéfices en termes de mobilités et en abandonnant en grande partie la réalisation du prolongement de la RD10 entre la rue Bernaü à Champigny-sur-Marne et la RD4 à Chennevières-sur-Marne, qui accompagnait l’infrastructure Altival."
En 2024, la nouvelle majorité du CD94, rétablit le "barreau routier" supprimé en 2021

## Tracé
Le tracé initial de ces voies de bus devait relier Noisy-le-Grand–Mont d’Est en empruntant le tracé du futur TVM Est à Bry-sur-Marne et Villiers-sur-Marne, jusqu'à la route de la Libération à Ormesson-sur-Marne et à proximité de La Queue-en-Brie en passant par Villiers-Champigny-Bry (M15/RER E). Le projet devant desservir les communes de Noisy-le-Grand, Bry-sur-Marne, Villiers-sur-Marne, Champigny-sur-Marne, Chennevières-sur-Marne et Ormesson-sur-Marne.
Cependant, ni dans la DUP, ni dans les documents d'études ne figurent les financements pour un tracé entre la gare Bry-Villiers-Champigny (M15/RER E) et Noisy-le-Grand–Mont d’Est, ni au delà de la RD4 à Champigny Sur Marne.
Le tracé prévu ne fait donc que 4,7 km.
Le TVM-Est a perdu sa DUP en juillet 2024 faute de prorogation et le Maire de Champigny a annoncé en Conseil Municipal le 12 décembre 2024 que ce projet était définitivement enterré. Faute de TVM Est, Altival s'arrêtera donc sous l'autoroute A4 entre Bry Sur Marne et Villiers sur Marne.
Son tracé sera finalement de 3,7 km entre la Tour Hertzienne de Champigny et Bry, pour un coût estimé à 220 millions d'euros, et en fait un des projets routiers les plus coûteux en France.

## Calendrier prévisionnel
Il se présentait comme suit mais depuis le vote du CD94 en mai 2021, le projet semble à l'arrêt :
- 2016 : concertation et conclusion ;
- 2017 : suite des études ;
- 2019 : enquête publique ;
- Mars 2020 : déclaration d'utilité publique ;
- 2020 : finalisation des études de conception ;
- Fin 2021: enquête publique pour délivrer une autorisation environnementale ;
- 2021 – 2024 : travaux ;
- Horizon 2025 : livraison des aménagements d'Altival lors de la mise en service du Grand Paris Express.